# Mychajło Fomenko
Mychajło Iwanowycz Fomenko, ukr. Михайло Іванович Фоменко, ros. Михаил Иванович Фоменко, Michaił Iwanowicz Fomienko (ur. 19 września 1948 w Małej Rybicy, w obwodzie sumskim, zm. 29 kwietnia 2024 w Sumach) – ukraiński piłkarz, grający na pozycji obrońcy, reprezentant Związku Radzieckiego, trener piłkarski.

## Kariera piłkarska

### Kariera klubowa
Wychowanek klubu Spartak Sumy, w którym rozpoczął karierę piłkarską. W radzieckiej ekstraklasie zadebiutował jako zawodnik Zorii Woroszyłowgrad, która na przełomie lat 60. i 70. zaliczała się do ligowej czołówki. W 1972 został zawodnikiem najsłynniejszego klubu Ukraińskiej SRR – Dynama Kijów. Przez kilka sezonów był zawodnikiem podstawowej jedenastki Dynama, z którym zdobył wiele sukcesów. Z powodów zdrowotnych zmuszony był zakończyć karierę zawodniczą w 1978 w wieku 30 lat.

### Kariera reprezentacyjna
W 1972 debiutował w reprezentacji ZSRR. W 1976 wraz z olimpijską reprezentacją Związku Radzieckiego zdobył brązowy medal igrzysk w Montrealu. W latach 1972–1976 rozegrał łącznie 24 mecze w reprezentacji.

## Kariera trenerska
Wkrótce po zakończeniu występów w Dynamie powrócił do rodzinnych Sum, gdzie prowadził zespół Frunzienca. W 1980 znów znalazł zatrudnienie w Dynamie, tym razem jako trener. Przez 5 sezonów pracował jako członek sztabu szkoleniowego, pomagając głównym trenerom Waleremu Łobanowskiemu i Jurijowi Morozowowi. Następnie szkolił mniej znane zespoły z Ukraińskiej SRR: Desnę Czernihów i Krywbas Krzywy Róg oraz gruzińską Gurię Lanczchuti. Po krótkim pobycie w Iraku znów znalazł się w Sumach, jako trener Awtomobilista. Przez rok pracował w Dynamie na stanowisku pierwszego trenera, gdzie w 1993 osiągnął swój największy dotychczasowy sukces szkoleniowy, zdobywając Mistrzostwo i Puchar Ukrainy. Kolejne lata, z wyjątkiem krótkiego epizodu w roli selekcjonera reprezentacji Gwinei spędził na Ukrainie prowadząc zespoły z Wyższej Lihi i niższych lig. Kilkakrotnie brany był pod uwagę jako kandydat na stanowisko selekcjonera ukraińskiej drużyny narodowej. Od 2006 do 2008 był głównym trenerem Tawrii Symferopol. 24 listopada 2010 objął stanowisko głównego trenera w rosyjskim klubie Salut-Eniergija Biełgorod, w którym pracował do kwietnia 2011, kiedy tragicznie zmarła jego córka. 26 grudnia 2012 roku objął prowadzenie reprezentacji Ukrainy. Poprowadził drużynę w mistrzostwach Europy rozgrywanych w tym samym roku, których Ukraina była gospodarzem wspólnie z Polską. Tam Ukraińcy trafili do grupy „śmierci” z wyżej stawianymi Francuzami, Anglikami i Szwedami. Turniej zaczął się niespodziewanie dobrze, od wygranej z jak się później okazało ze słabo dysponowaną Szwecją 2:1. Kolejne 2 mecze, zakończyły się porażkami (0:2 z Francją i 0:1 z Anglią). Ukraina skończyła turniej na trzecim miejscu w grupie wyprzedzając jedynie Szwecję. Fomenko pozostał na stanowisku, aby doprowadzić zespół do następnego dużego turnieju – mistrzostw Świata organizowanych w 2014 w Brazylii. W eliminacjach Ukraina zaprezentowała bardzo dobrą postawę i zajęła w grupie drugie miejsce za Anglikami, co pozwoliło jej wziąć udział w barażach. Tam napotkali kolejnego rywala znanego im z mistrzostw Europy – Francję. Pierwszy mecz wygrany 2:0 zwiastował niespodziankę i wyeliminowanie „Trójkolorowych”. W rewanżowym spotkaniu, grająca na własnym terenie, faworyzowana Francja zagrała zupełnie odmienne spotkanie wygrywając 3:0 i to ona zakwalifikowała się na czempionat. Następne ME w 2016 roku właśnie we Francji okazały się turniejem ostatniej szansy dla szkoleniowca. Jego podopieczni zajęli trzecie miejsce w kwalifikacjach za Hiszpanią i Słowacją, co ponownie dało im prawo do walki w barażach. Tam Ukraińcy stanęli naprzeciwko Słowenii. Ponownie zagrali pierwsze spotkanie u siebie i wygrali 2:0. Tym razem nie oddali wygranej i po remisie w rewanżu 1:1 awansowali na Euro. Żółto – błękitni przegrali wszystkie spotkania w grupie (0:2 z Niemcami i Irlandią Płn. oraz 0:1 z Polską). Tracąc 5 goli i nie strzelając żadnej zajęli ostatnie miejsce w grupie i zostali najgorszym uczestnikiem turnieju. Wraz z ostatnim meczem grupowym zakończyła się również praca Mychajły Fomenko jako trenera drużyny narodowej. Decyzja o jego odejściu została podjęta już wcześniej po meczu z Irlandczykami. Po ostatniej grze przeciwko Polakom Fomenko wyznał iż powodem blamanżu było złe samopoczucie całego sztabu spowodowane trudną sytuacją polityczną ich państwa, a także konflikty wewnętrzne między piłkarzami, wywodzące się od bójki w meczu ligowym między Szachtarem Donieck i Dynamem Kijów mimo iż wielu graczy zarzekało się w wywiadach, że wszystkie waśnie zostały odłożone na bok i na boisku „są jednym zespołem”.

## Sukcesy i odznaczenia

### Sukcesy klubowe
- mistrz ZSRR (3x): 1974, 1975, 1977
- zdobywca Pucharu ZSRR: 1974, 1978
- zdobywca Pucharu Zdobywców Pucharów: 1975
- zdobywca Superpucharu Europy: 1975

### Sukcesy reprezentacyjne
- wicemistrz Europy: 1972
- brązowy medalista Igrzysk Olimpijskich w Montrealu: 1976

### Sukcesy trenerskie
- mistrz Ukrainy: 1993
- zdobywca Pucharu Ukrainy: 1993

### Sukcesy indywidualne
- 6-krotnie wybrany do listy 33 najlepszych piłkarzy ZSRR:
  - Nr 1: 1974, 1975, 1976
  - Nr 2: 1973, 1977
  - Nr 3: 1972

### Odznaczenia
- tytuł Mistrza Sportu ZSRR: 1970
- tytuł Mistrza Sportu Klasy Międzynarodowej: 1975
- tytuł Zasłużonego Mistrza Sportu ZSRR: 1975
- tytuł Zasłużonego Trenera Ukraińskiej SRR: 1987
- Order „Za zasługi” III klasy: 2004[8]
- Order „Za Zasługi” II klasy: 2015
- Order „Za Zasługi” I klasy: 2020